# Opisthoxia elysiata
Opisthoxia elysiata är en fjärilsart som beskrevs av Walker 1861. Opisthoxia elysiata ingår i släktet Opisthoxia och familjen mätare. Inga underarter finns listade i Catalogue of Life.